# Aequorea macrodactyla
Aequorea macrodactyla är en nässeldjursart som först beskrevs av Brandt 1835.  Aequorea macrodactyla ingår i släktet Aequorea och familjen Aequoreidae. Inga underarter finns listade i Catalogue of Life.